# Битва при Вербене
Битва при Вербене (швед. Slaget vid Werben) — сражение во время Тридцатилетней войны между войсками Швеции и Священной Римской империи, произошедшее 22 июля 1631 года.

## Военная ситуация
После разграбления Магдебурга Тилли получил приказ идти в Западную Германию, имея задачей остановить вооружение протестантских князей. С целью оттянуть Тилли от Западной Германии и укрепиться на берегах Эльбы Густав II Адольф решил двинуться на запад. Соотношение сил было не в пользу шведов, и, чтобы избежать решительного боя, они должны были устроить укреплённый лагерь.
Густав Адольф двинул свои войска к Берлину и заставил бранденбургского курфюрста заключить с ним выгодный для шведов договор. В июле главные силы шведской армии переправились на левый берег Эльбы и расположились в укреплённом лагере у Вербена. Здесь было удобное место для устройства лагеря, прикрытое с тыла и флангов Эльбой, а с фронта плотинами, защищавшими город от наводнения. 25 июня в Вербене сосредоточилась шведская армия, за исключением необходимых гарнизонов в Шпандау, Ферделине, Бранденбурге и Ратенове. 
Папенгейм, укрепив оборону Магдебурга, отступил к Гальберштадту. Тилли форсированным маршами направился к Магдебургу и 27 июля соединился с Папенгеймом у Вольмирштедта. Он полагал атаковать шведов до окончания устройства Вербенского лагеря. 
Между тем, Густав Адольф, выйдя из Вербена с отрядом из 3 тысяч конницы, 5 тысяч мушкетеров и пешими драгунами, неожиданным ночным нападением оттеснил авангард Тилли, находившийся между Бургшталем и Ангерном, к Вольмирштедту, захватив до одной тысячи в плен. 

## Ход сражения
Тилли перешел со всеми силами к Тангермюнде, решив атаковать Густава в лагере. 5 августа имперские войска выстроились в боевом порядке перед шведским лагерем. Пехота Густава расположилась за баррикадами и плотинами, конница за обоими флангами и частью в резерве. Подпустив имперцев на мушкетный выстрел, шведы открыли артиллерийский огонь, произведший опустошение в рядах противника, а конница в то же время атаковала их во фланг. Войска Тилли отступили с значительным уроном. 
В это время к шведам подхошли 4 тысячи подкреплений из Вольгаста и 9 тысяч отряда Горна. Тилли полагал возобновить атаку на следующий день, но, узнав о прибытии Горна, отошел на Тангермюнде и Вольмирштедт. Шведская конница энергично его преследовала. Здесь впервые отличился приобретший впоследствии громкую известность герцог Бернгард Веймарский.

## Результаты
Нахождение шведской армии в Вербенском лагере исключило для Тилли возможность воспользоваться превосходством сил, завершило завоевание шведами Мекленбурга и позволило восстановить герцогов Мекленбургских.